# Madame Mim
Mariana Eva Leis, conhecida pelo nome artístico de Madame Mim é uma cantora, atriz e ex-Vj da MTV Brasil. Nascida na Argentina, formou-se em dança pela faculdade Angel Vianna, no Rio de Janeiro, e estudou cinema e teatro na Califórnia.
Usando como influência bandas do novo cenário eletrônico latino-americano, como Maria Daniela y su Sonido Lasser (México), Que Out (Argentina), Dirty Princess e Vanexxa (Espanha), Mariana Eva entrou no cenário da música inspirada no DIY "do it yourself".
Eva integrou o Polux, uma banda formada só por mulheres que ficou famosa no cenário underground carioca dos anos 1990. Depois disso participou como DJ em diversas festas, se aproximando e se inspirando na música eletrônica.
Tem três discos lançados. Seus dois primeiros álbuns, Eu Mim Meu (2005) e "Electric Kool-Aid" (2007), foram lançados pela gravadora Lua Music e o álbum "Quero Ver Seu Bang Bang" (2010) pelo selo Vigilante da gravadora Deckdisc. E lançou em 2017 o EP "Pompéia" de gravadora independente.
Em suas apresentações ao vivo, Madame Mim canta, solta efeitos na voz, toca guitarra e dança ao lado de seus bailarinos; seu convidado, Superputo, toca teclado e solta as bases com interferências eletrônicas ao vivo.

## Discografia
| Informações                                                    |
| -------------------------------------------------------------- |
| Mim - Estréia: 2002 - Gravadora: Independente                  |
| Eu Mim Meu - Estréia: 2005 - Gravadora: Lua Music              |
| Eletric Koll-Aid - Estréia: 2007 - Gravadora: Lua Music        |
| Quero Ver seu Bang Bang - Estréia: 2010 - Gravadora: Vigilante |
| Pompéia - Estréia: 2017 - Gravadora: Independente              |

### Singles
| Ano  | Música            | Posição        | Álbum                     |
| Ano  | Música            | Hot 100 Brasil | Álbum                     |
| 2008 | "Helado de Limón" |                | Eletric Koll-Aid          |
| 2010 | "Vaccine"         |                | "Quero ver seu Bang Bang" |
| 2010 | "Rockstar         |                | "Quero ver seu Bang Bang" |
| 2017 | "Favorite Color"  |                | "Pompéia"                 |